# تاد-ماگیتل
تاد-ماگیتل (به لاتین: Tad-Magitl) یک منطقهٔ مسکونی در روسیه است که در داغستان واقع شده‌است.